# Pagini de manuscris
Pagini de manuscris (în poloneză Ciosy, în traducere „Colți”) este un film dramatic polonez din 1981 regizat de Gerard Zalewski⁠(d).

## Rezumat
Wiktor Wiarecki (Jerzy Bińczycki⁠(d)) este un scriitor de mâna a doua, care a publicat mai multe piese de teatru și romane polițiste fără a deveni celebru. El nu are, de asemenea, succes nici în viața personală: căsnicia lui Wiktor trece printr-o criză din cauza soției sale, Irena, iar fiul său adult din prima căsătorie, Jurek, nu mai vrea să aibă nimic de-a face cu tatăl său. Momentul de cotitură al lui Wiarecki este moartea prietenului său, talentatul scriitor Stefan Przewłocki. La câteva zile după înmormântarea prietenului său, Wiktor îi face o vizită văduvei, Teresa, care era sora primei sale soții. Femeia îi înmânează lui Wiktor un dosar cu materiale pentru ultimul roman al defunctului și îi cere să valorifice munca soțului ei.
Manuscrisul prietenului său conține întâmplări autobiografice petrecute în ultimele luni ale celui de-al Doilea Război Mondial, când Przewłocki (poreclit „Byron”) era tânăr ofițer și comanda o unitate a Armatei Interne. În perioda următoare unii dintre camarazii săi de arme au decis să lupte în continuare, de această dată împotriva comuniștilor, și au format o bandă sub conducerea lui „Drzazga”, în timp ce alții, inclusiv Przewłocki, au vrut să se întoarcă la casele lor și să-și reia viața civilă. Cele două grupuri s-au confruntat ulterior și a avut loc un schimb de focuri în urma căruia „Byron”, acuzat de trădare, a fost salvat de Bernard „Chmurny”. Wiktor își dă seama că ceea ce l-a împiedicat pe Przewłocki să scrie romanul era un secret pe care voia să-l ascundă și, folosindu-se de notițele prietenului său, se apucă să relateze el acele întâmplări dramatice petrecute cu câteva decenii în urmă. Între timp, survin mai multe necazuri în viața particulară a lui Wiktor: soția sa, Irena, are tot mai des crize de isterie și în cele din urmă pleacă de acasă, iar fiul lui, Jurek, devine tată și respinge ajutorul financiar al tatălui său.
Scriitorul nu-și găsește liniștea și decide să-i caute pe participanții la evenimentele din trecut: vorbește cu Skarga și cu Franciszek, dar nu dobândește informații precise, și în cele din urmă reușește să afle adresa lui Bernard, devenit între timp proprietarul unui atelier de reparații auto. Bernard, care era vărul lui Przewłocki, descrie precis acele evenimente, dar susține că nu știe cum a aflat „Drzazga” locul unde se aflau militarii considerați „trădători”. Wiktor se întoarce acasă și, motivat de lucrul la carte, încearcă să-și refacă viața personală: o găsește pe Irena într-un sanatoriu și reușește să comunice cu ea, se ocupă activ de scriitorul Aleksy și anunță că va scrie un „roman despre moralitate”.

## Distribuție
- Jerzy Bińczycki⁠(d) — scriitorul Wiktor Wiarecki
- Ewa Pokas⁠(d) — Irena, soția lui Wiarecki
- Lidia Korsakówna⁠(d) — Teresa Przewłocka, văduva lui Stefan Przewłocki
- Lucyna Brusikiewicz — tânăra Teresa Przewłocka
- Barbara Ludwiżanka⁠(d) — mama Teresei
- Janusz Sykutera⁠(d) — scriitorul Aleksy
- Bronisław Pawlik⁠(d) — poetul Janusz Obrocki
- Krzysztof Krupiński — Jurek, fiul lui Wiktor
- Anna Romantowska⁠(d) — Krystyna, soția lui Jurek
- Angelika Wegener — traducătoarea Gudrun
- Franciszek Pieczka⁠(d) — Franciszek
- Edward Bukowian-Bryła — tânărul Franciszek
- Eliasz Kuziemski⁠(d) — Jan Skarga, anchetatorul lui Przewłocki
- Andrzej Precigs⁠(d) — tânărul Jan Skarga
- Stanisław Zaczyk — Bernard „Chmurny” („Înnoratul”), proprietarul unui atelier de reparații auto
- Józef Pieracki⁠(d) — chirurgul Henryk, prietenul Irenei
- Józef Duriasz⁠(d) — actorul
- Gustaw Lutkiewicz⁠(d) — Zażywny, subordonatul lui Franciszek
- Wojciech Standełło⁠(d) — poetul muncitor
- Andrzej Żółkiewski⁠(d) — Pogłuch
- Marek Wysocki⁠(d) — tânărul Stefan Przewłocki
- Piotr Szyma — Konrad
- Janina Traczykówna⁠(d) — soția lui Franciszek
- Jerzy Wasiuczyński⁠(d) — „Drzazga”, comandantul unității militare din pădure
- Tatiana Sosna-Sarno⁠(d) — fiica lui Bernard
- Leonard Andrzejewski⁠(d)
- Cezariusz Chrapkiewicz⁠(d)
- Halina Chrobak⁠(d)
- Tadeusz Czechowski (menționat Tadeusz Czachowski)
- Bohdan Ejmont⁠(d) — bărbat de la petrecerea lui Franiciszek
- Mariusz Gorczyński⁠(d) — barmanul din flashback
- Andrzej Grzybowski⁠(d)
- Zbigniew Kryński⁠(d)
- Henryk Machalica⁠(d) — scriitorul laureat
- Teresa Mikołajczuk
- Krystyna Sznerr-Mierzejewska — cântăreață la Academia Pompierilor
- Anna Wróblówna⁠(d)
- Bogusław Augustyn⁠(d) (menționat Bogdan Augustyn)
- Maria Baster
- Piotr Brzeziński⁠(d)
- Czesław Byszewski⁠(d)
- Joanna Ciemniewska
- Karol Ciostek
- Jacek Domański⁠(d)
- Jerzy Felczyński⁠(d)
- Alfred Freudenheim⁠(d)
- Jerzy Góralczyk
- G Jacewicz
- Jacek Kałucki⁠(d) (menționat Jerzy Kałucki)
- Witold Kałuski⁠(d) — bărbat din atelierul de reparații auto al lui Bernard
- Helena Kowalczyk — femeie de la petrecerea lui Franciszek
- Gustaw Kron⁠(d)
- Rafał Kukulski
- Jan Łopuszniak⁠(d) — recitator la Academia Pompierilor
- Stanisław Melski⁠(d)
- Alicja Migulanka⁠(d)
- Andrzej Mirecki⁠(d)
- Czesław Nogacki⁠(d)
- Stanisław Paska — muncitorul din construcții
- Ryszard Ostałowski⁠(d)
- Joanna Pawlina
- Alicja Piekarz
- Zdzisław Szymborski⁠(d)
- Jacek Strzemżalski⁠(d) — mecanic auto
- Jerzy Moes⁠(d) — milițian (nemenționat)
- Wojciech Skibiński⁠(d) (nemenționat)
- Elżbieta Strzałkowska — scriitoare (nemenționată)

## Producție
Filmul a fost produs de compania Zespół Filmowy Kadr. Filmările au avut loc în mai multe locuri din orășelul Iłża din voievodatul Mazovia: în piață (Rynek) și pe străzile Przy Murach, Partyzantów, Doktor Anki, Kowalska etc.